# Ferenc Szusza
Ferenc Szusza [ˈfɛrɛnts ˈsusɒ] (* 1. Dezember 1923 in Budapest; † 1. August 2006 oder 2. August 2006 ebenda) war ein ungarischer Fußballspieler und -trainer.

## Karriere
Szusza spielte von 1941 bis 1960 für den Erstliga-Verein Újpest Budapest, den er während seiner aktiven Laufbahn als Fußballer nie verließ. Mit Újpest wurde er viermal ungarischer Meister. Außerdem spielte er 24 Mal für die ungarische Fußballnationalmannschaft.
Noch zum Zeitpunkt seines Todes führte Szusza die Liste der besten ungarischen Torschützen in der höchsten Spielklasse an. Auf der Liste der besten Torschützen aller Spieler der höchsten Spielklassen rangiert er auf Platz 12. Laut der IFFHS-Statistiken schoss Szusza zudem die meisten Liga-Tore der Fußballgeschichte im Trikot derselben Mannschaft.
Das Stadion des Újpest FC, das vormalige Megyeri úti Stadium wurde 2003 nach ihm Szusza Ferenc Stadion benannt.